# Abbazia di San Pietro ad Montes
L'abbazia di San Pietro ad Montes è un'abbazia benedettina di Caserta.
Il complesso monastico benedettino con basilica in stile romanico è situato nel territorio di Piedimonte di Caserta ai piedi colli detti "monti di Caserta" (cosiddetti sin dai documenti storici più antichi e di cui il monte Virgo è la cima più alta), frazione del comune di Caserta, lungo la strada che conduce a Casertavecchia. 
Del tutto infondate sono le notizie pubblicate nel secolo 1700 da Pratilli e da Giustiniani che identificano il luogo dell'abbazia con quello del tempo di Giove Tifatino.
Le testimonianze archeologiche del tempio dedicato a Giove Tifatino sono state ritrovate, nel 1997, quasi sulla vetta del monte Tifata, ad una decina di chilometri di distanza, nel territorio del comune di San Prisco, confermando un'ipotesi di Beloch.

## Storia
L'abbazia non è riportata nella bolla di Senne del 1113. La prima citazione storica dell'abbazia Monasterio Sancti Petri .... ad radicem Montes Caserte ("monastero di San Pietro ai piedi dei Monti di Caserta") fu del 1139 in una donazione del signore di Caserta, Nicola Frainella, a Giovanni, abate di Sant'Amasio di Aprino Una successiva citazione fu nel 1169, quando Roberto, conte di Caserta e successore di Nicola, concesse al monastero alcuni privilegi. Nel 1172 il conte Roberto le concesse il patrimonio di Roberto Menzone, dietro il pagamento di un tributo e nel 1173 in una donazione del conte Roberto al monastero di San Giovanni della dame Monache di Capua. Quindi, comparve nel privilegio di papa Alessandro III al vescovo di Caserta Porfirio nel 1178, nelle decime papali del 1308-1310 e del 1326, e in documenti notarili successivi (1326, 1360-1361).
L'abbazia ospitò una comunità benedettina fino al 1435, anno della morte dell'abate Ruggiero e della successiva concessione "in commenda" a Tommaso Latro, esponente di una nobile famiglia casertana. Trascurata dai successivi abati, risorse per breve tempo grazie all'abate commendatario Tommaso Ruffo, che nel 1730 la affidò ai padri della Congregazione della dottrina cristiana. Nel 1795 fu riconosciuta regio patronato e i suoi beni furono incorporati nella Reale amministrazione di San Leucio. Nel 1866 il convento fu soppresso e passò al demanio statale.
Nel 1895 l'edificio fu dichiarato monumento nazionale. Durante la Seconda guerra mondiale il luogo fu occupato dagli sfollati del fronte di Cassino che danneggiarono i locali e la chiesa. Nel dopoguerra, la chiesa fu restaurata e il convento fu utilizzato dall'ordine delle Suore Oblate del Sacro Cuore fino al 1990.
Oggi il complesso monastico è utilizzato in comodato d'uso come struttura semiresidenziale da un centro terapeutico per la lotta alla tossicodipendenza ed è visitabile solo dietro precisa richiesta e per gruppi selezionati o in occasione di manifestazioni culturali.

## Architettura e arte

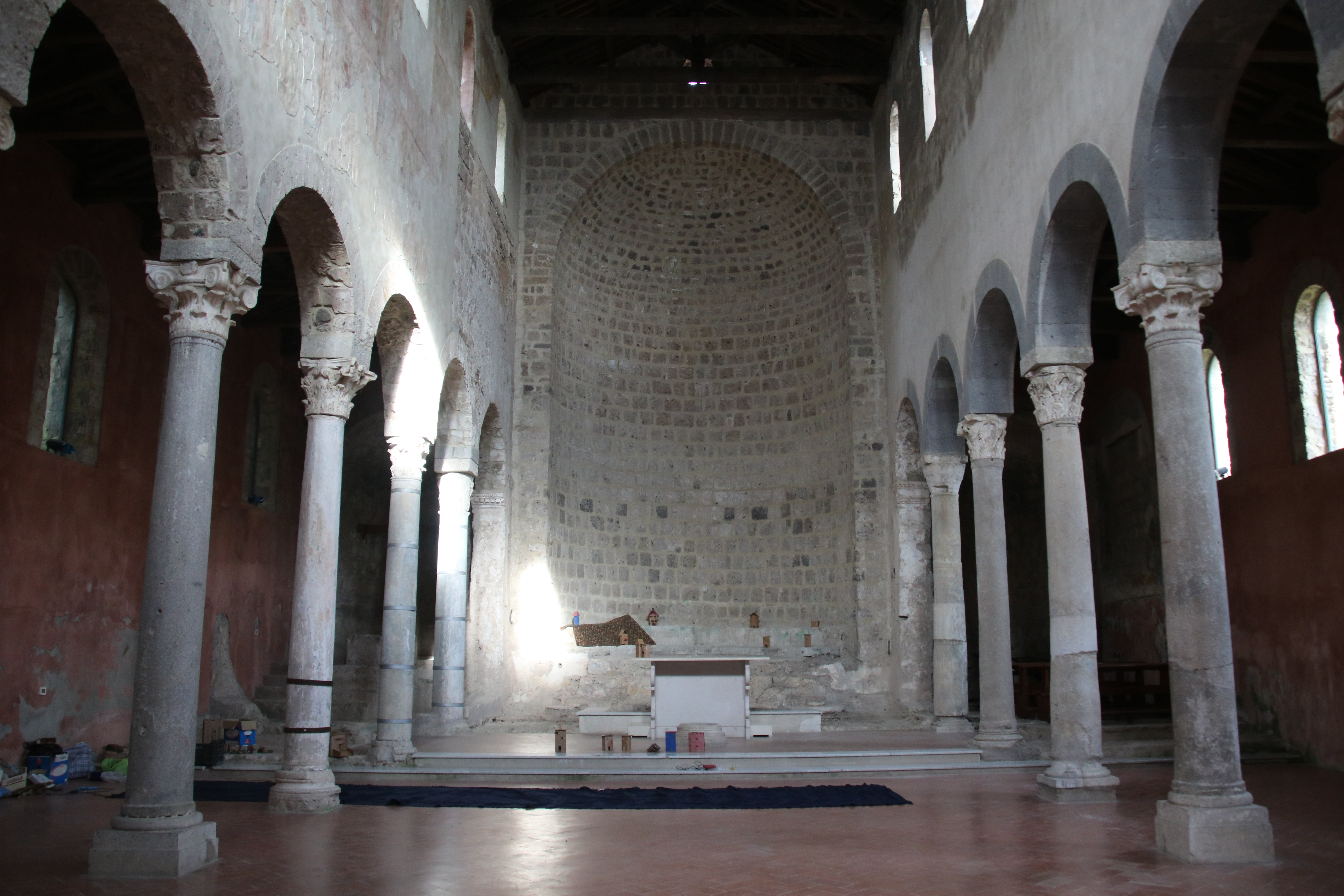
Interno della chiesa

La chiesa del monastero sorge addossata alle pendici del monte, e ciò ne ha condizionato la distribuzione planimetrica. Le caratteristiche strutturali della chiesa rimandano al modello dettato dall'abate Desiderio per Montecassino e fanno ritenere che il nucleo principale sia stato realizzato nella seconda metà dell'XII secolo, lo stesso periodo in cui fu costruita la cattedrale di San Michele Arcangelo in Casertavecchia.
La chiesa è a tre navate separate da dodici colonne di granito e porfido sormontate da capitelli ionici, corinzi e compositi ordinatamente disposti che sostengono archi a tutto sesto. Sia le colonne che i capitelli sono di probabile provenienza da edifici di epoca romana. Le navate terminano senza transetto e con absidi cieche, un tempo affrescate, addossate alla roccia calcarea.
La facciata in tufo a doppio spiovente prospetta verso il fondovalle ed è racchiusa in un piccolo cortile interno, probabilmente eretto nel corso del Settecento, che la nasconde alla vista. La chiesa è preceduta da un'alta gradinata e da un portico del XIII secolo a cinque campate con volta a crociera impostato su pilastri di tufo e di cotto (ma in origine c'erano colonne antiche), che definiscono tre archi a tutto sesto. Nella parte alta presenta un timpano e tre monofore a tutto sesto.
Interessante il portale d'ingresso con iscrizione dedicatoria a san Pietro ove si invoca la protezione del santo, la cui figura è dipinta ad affresco nella lunetta sovrastante. All'interno sono presenti diverse tracce di affreschi, risalenti alla fine dell'XII secolo, che rappresentano episodi tratti dall'Antico e dal Nuovo Testamento (una Natività, tre scene della Madonna in trono col Bambino e santi, episodi della Vita di Gesù e una crocifissione). Ancora leggibili sono parte del giudizio universale sulla controfacciata, il ciclo pittorico sulla parete occidentale della navata maggiore e quelli sui muri delle navate laterali. Rilevanti le affinità stilistiche e iconografiche con i pressoché coevi affreschi della basilica di Sant'Angelo in Formis. Di epoca posteriore, invece, sono gli affreschi sulle pareti esterne del portico (fine del XIV secolo) e sulle pareti della navata orientale (con ogni probabilità del XVI secolo).

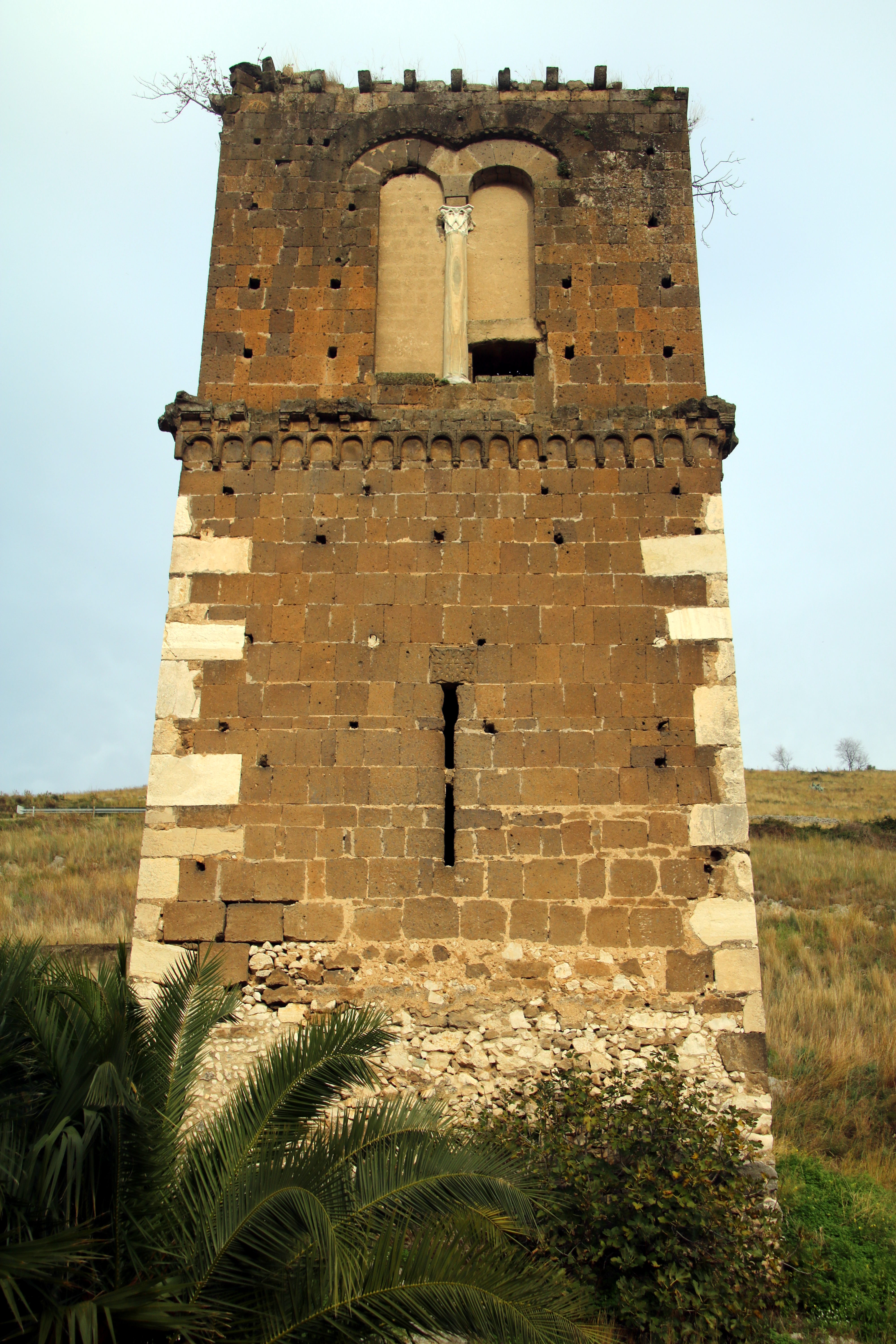
Campanile dell'abbazia

Affiancato alla chiesa il possente campanile in rovina, a pianta quadrata, anch'esso in tufo e materiali di spoglio, seppure di successiva realizzazione, ma su fondazioni tardo-antiche di una torre di vedetta del sentiero verso Caserta(vecchia). Ancora oggi evidente è l'originario carattere difensivo della struttura. che nonostante le precarie condizioni di conservazione mostra ancora sul lato meridionale una bella bifora con capitello (prob. del XIII secolo).